# Stibaera curvilineata
Stibaera curvilineata är en fjärilsart som beskrevs av George Francis Hampson 1924. Stibaera curvilineata ingår i släktet Stibaera och familjen nattflyn. Inga underarter finns listade i Catalogue of Life.